# Lounès Gaouaoui
Lounès Gaouaoui (Tizi Ouzou, 28 settembre 1977) è un ex calciatore algerino, di ruolo portiere.

## Palmarès

### Club

#### Competizioni nazionali
- Campionato algerino: 3

JS Kabylie: 1995, 2004, 2006

#### Competizioni internazionali
- Coppa delle Coppe d'Africa: 1

JS Kabylie: 1995
- Coppa CAF: 3

JS Kabylie: 2000, 2001, 2002